# Thony Bélizaire
Pour les articles homonymes, voir Bélizaire.
Thony Bélizaire, né le 30 mars 1959 et mort à Port-au-Prince le 21 juillet 2013, est un photographe haïtien.

## Biographie
Photographe de l'Agence France-Presse en Haïti à partir de 1987, Thony Bélizaire est l'auteur d'une importante œuvre de photo-journalisme, témoignage de l'histoire d'Haïti pendant une trentaine d'années. Ses photographies ont été diffusées par l'AFP dans les principaux organes de presse de la planète.
À la chute de Jean-Claude Duvalier  le 7 février 1986, il publie ses premiers clichés dans un magazine éphémère édité par Pierre Robert Auguste. En juillet de la même année, il offre ses services comme pigiste à l'hebdomadaire Haïti Progrès édité à New York sur invitation de son ami et collègue Clifford Hans Larose, qui à l'ouverture du bureau d'Haïti était à la fois responsable de la rédaction, reporter et reporter-photographe.
Trois mois après, par sa discipline et la qualité de ses prises de vues, il était devenu indispensable et cela a porté l'administration du journal à l'embaucher définitivement, malgré les contraintes budgétaires.

## Expositions
- 2013 : Le photojournalisme en Haïti : l'exemple de Tony Bélizaire, à l'Institut français en Haïti (Port-au-Prince), 6-28 septembre 2013.